# Эль-Хадд
Эль-Хадд (Рас-эль-Хадд, араб. راس الحد‎) — мыс в Омане, самая восточная точка Аравийского полуострова. Разделяет Оманский залив и Аравийское море. Ближайший крупный город — Сур, ближайший крупный остров — Масира, ближайший крупный залив — Оманский, ближайшая крупная гора — Эш-Шам. Административно относится к вилайету Сур мухафазы Южная Эш-Шаркия.
На мысе находится поселение Эль-Хадд и аэродром.

## Черепаховый заповедник Рас-эль-Хадд
Черепаховый заповедник Рас-эль-Хадд был объявлен природным заповедником 23 апреля 1996 года. Он включает две бухты: Эль-Хаджр (Хор-эль-Хаджр) и Эль-Джарама (Хор-эль-Джарама) к западу от мыса Эль-Хадд. Пляжи местами каменистые, но заповедник включает несколько песчаных пляжей, где в определенное время года гнездятся тысячи зелёных черепах. Бухты (устья вади, которые время от времени затопляются) и скалистые нагорья вдоль пляжей заповедника являются важной средой обитания для птиц. В бухте Эль-Джарама произрастают мангровые заросли, которые вместе с коралловыми рифами в этом районе служат местом размножения рыб. Общая площадь заповедника 120 км². На территории заповедника есть несколько археологических памятников, имеющих национальное историческое значение, требующих специального изучения с целью защиты и использования этих памятников для устойчивого туризма. Археологические памятники расположены на полуострове Эль-Хадд, вокруг бухты Эль-Джарама, у мыса Эль-Джинс (Рас-эль-Джинс) и вдоль побережья у мыса Эль-Хабба (Рас-эль-Хабба). В 2013 году заповедник внесён в предварительный список объектов всемирного наследия ЮНЕСКО в Омане.

## Археология
В 1980—1990-х годах у мыса Эль-Хадд обнаружены археологические находки, относящиеся к 4—2-му тысячелетиям до н. э. Изучение проводлось в рамках The Joint Hadd Project — совместного проекта Болонского университета, Висконсинского университета в Мадисоне и Университета Небраски-Линкольн.